# کورت مک‌کینی
کورت مک‌کینی (انگلیسی: Kurt McKinney؛ زادهٔ ۱۵ فوریهٔ ۱۹۶۲) یک هنرپیشه اهل ایالات متحده آمریکا است.
از فیلم‌ها یا برنامه‌های تلویزیونی که وی در آن نقش داشته است می‌توان به نه عقب‌نشینی، نه تسلیم (۱۹۸۶) و  آخرین کومیته (۲۰۲۴) اشاره کرد. 

## اوایل زندگی
مک‌کینی که اهل لویی‌ویل، کنتاکی است، در سال ۱۹۸۰ از مدرسه مسیحی نهم و او فارغ التحصیل شد و به مدت یک سال در دانشگاه لوئیزویل تحصیل کرد. پس از آن، او تجربه بازیگری در تبلیغات و فیلم‌های محلی را به دست آورد و در عین حال با فروش ماشین برای نیل هافمن دوج، مخارج زندگی خود را تامین می‌کرد. او که از نظرات مردم تشویق شد، لوئیزویل را ترک کرد تا به هالیوود برود. او از دوازده سالگی ورزش‌های رزمی را با تکواندو شروع کرد، اما بعداً به تمرین کیک بوکسینگ پرداخت.

## زندگی شخصی
مک‌کینی با ماروندا مک‌کینی، ماروندا بوختای سابق، ازدواج کرده است، او زمانی که هر دو ۱۸ ساله بودند با او آشنا شد. آنها یک پسر، کول مدسن، و یک دختر، مدیسون تیلور دارند.

## بازیگری
اولین فیلم مک‌کینی با بازی در نقش جیسون استیلول در فیلم هنرهای رزمی بدون عقب‌نشینی، بدون تسلیم در سال ۱۹۸۵ بود، (کرت مک‌کینی در آن زمان ۲۲ ساله بود که آن فیلم را بازی کرد) که همچنین ژان کلود ون دام هم ۲۴ ساله بود، این فیلم در باکس آفیس ایالات متحده ۵ میلیون دلار فروخت (و دو دنباله تولید کرد). اگرچه این موفقیت در مقایسه با فیلم‌های مشابه آن زمان، مانند سری فیلم‌های فیلم راکی، بچه کاراته‌کار یا حتی فیلم آخرین اژدها، متوسط بود، اما برای بسیاری از مردم در سراسر جهان یک فیلم کلاسیک کالت باقی مانده است. بدون عقب نشینی، بدون تسلیم ۲ در سال ۱۹۸۷ در ابتدا قرار بود دنباله مستقیم این فیلم باشد، اما نگرانی‌های ایمنی در مورد فیلمبرداری در جنگل‌های کامبوج، ون دام را متقاعد کرد که از این پروژه عقب نشینی کند، و او مک‌کینی را متقاعد کرد که همین کار را انجام دهد.